# Пустошка (Нижегородская область)
Пустошка — деревня в городском округе город Выкса Нижегородской области России, входящая в административно-территориальное образование Новодмитриевский сельсовет. Население — 5 (2010) чел.

## Общая физико-географическая характеристика
Географическое положение
По автомобильным дорогам расстояние до областного центра — города Нижнего Новгорода — составляет 240 км, до окружного центра — города Выксы — 38 км. Возле деревни протекает несколько рек: Дмитриевка — на западе, Виля — на юге и Куратинка — на востоке. Абсолютная высота — 144 метра над уровнем моря.
Часовой пояс
Пустошка, как и вся Нижегородская область, находится в часовой зоне МСК (московское время). Смещение применяемого времени относительно UTC составляет +3:00.

## Население
| 1999 | 2002 | 2010 |
| ---- | ---- | ---- |
| 28   | ↗50  | ↘5   |

Национальный состав
Согласно результатам переписи 2002 года, в национальной структуре населения русские составляли  100 % из 50 человек.